# Ladj Ly
Ladj Ly, född 1978, är en fransk filmregissör.
Hans debutfilm, Les Misérables, vann Jurypriset vid filmfestivalen i Cannes 2019.

## Filmografi
- 2019 – Les Misérables
- 2024 – De oönskade